# Otočić Veliki Školj (ö i Kroatien, Dubrovnik-Neretvas län, lat 42,44, long 18,43)
Otočić Veliki Školj är en ö i Kroatien.   Den ligger i länet Dubrovnik-Neretvas län, i den sydöstra delen av landet, 400 km sydost om huvudstaden Zagreb.